# Langjökull
Langjökull (tiếng Iceland nghĩa là "sông băng dài") là chỏm băng lớn thứ hai ở Iceland (953 km2), sau Vatnajökull. Nó nằm ở phía tây của nội địa Iceland hoặc Highlands của Iceland và có thể được nhìn thấy rõ ràng từ Haukadalur.
Sông băng nằm ở 64 ° 45'B 19 ° 59'T.
Khối lượng của nó là 195 km³ và độ dày của nó lên đến 580 m (1.900 ft). Điểm cao nhất của mũ băng (tại Baldjökull ở phía bắc của Langjökull) khoảng 1.450 m (4.760 ft) so với mực nước biển. 
Trước đây, diện tích bề mặt lớn nhất được ghi nhận vào năm 1840..
Chóp băng rộng gần song song với hướng của vùng núi lửa đang hoạt động của đất nước này: phía đông bắc đến nam-tây. Chiều dài của nó là khoảng 50 km (31 dặm) và rộng 15 đến 20 km (9,3 đến 12,4 dặm) và có điểm hơi hẹp hơn giữa hồ Hvítárvatn trên đường núi Kjölur về phía đông và sông băng Þrístapajökull về phía tây, Gần một sông băng nhỏ hơn, Eiríksjökull, không liên quan gì đến Langjökull. Đây là sông băng lớn nhất gần Reykjavík.
Khu vực của sông băng bao gồm một số ngọn núi, ví dụ: Jarlhettur ở phía đông của Langjökull, một dãy núi palagonitic, có nguồn gốc trong một lỗ thông hơi dưới một sông băng trong thời kỳ băng hà.
Núi Skríðufell (1.235 m (4.052 ft)) nằm về phía đông, phía trên Hồ Hvítárvatn. Các ngọn núi khác ở phía đông của Langjökull là Fjallkirkja (1.177 m), Þursaborg (1.290 m (4,230 ft)) và Péturshorn (1.370 m)
Một chút về phía đông của Fjallkirkja là túp lều của Hiệp hội nghiên cứu sông băng Iceland (Jöklarannsóknarfélag), bao gồm các nhà khoa học cũng như các bạn học viên quan tâm.